# Anatoile Amoudru
Anatoile Amoudru (Dole, 6 januari 1739 – idem, 8 maart 1812) was voor de Franse Revolutie architect, advocaat en opzichter van waters en bossen. Na de Franse Revolutie was hij de eerste verkozen burgemeester van de stad Dole, rechter, landmeter en lokale geschiedschrijver.

## Levensloop

### Voor de Franse Revolutie

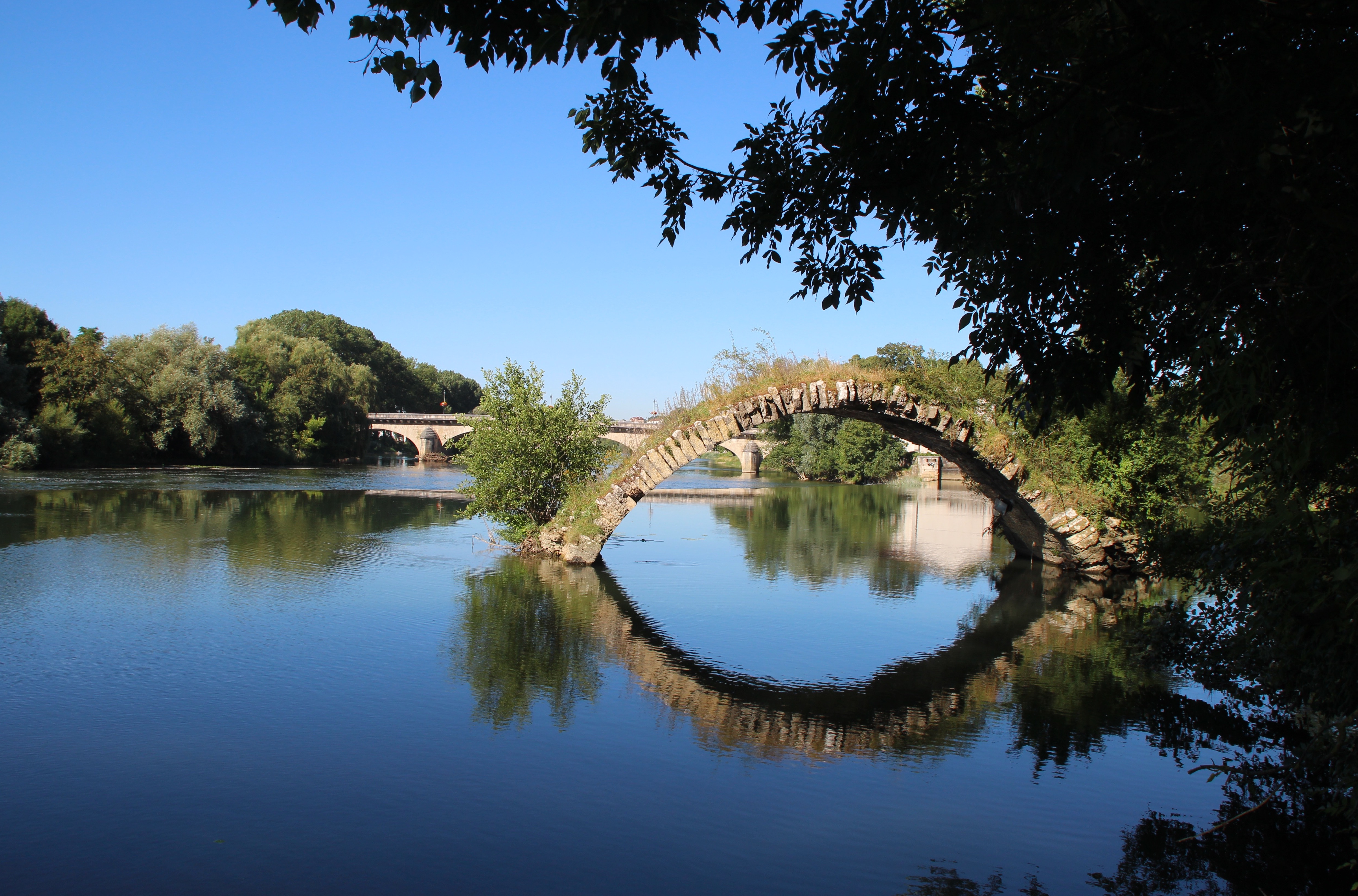
De rivier Doubs in Dole

Amoudru volgde middelbaar onderwijs bij de Jezuïeten van het Collège de l’Arc, in zijn geboortestad Dole. Zijn vader, Guillaume Amoudru, was koninklijk opzichter van waters en bossen. Zelf studeerde Amoudru voor architect, waarmee hij aanvankelijk een andere richting insloeg dan zijn vader. Amoudru studeerde in Dijon, Parijs en Warschau. De adel van Warschau vertrouwde hem talrijke opdrachten toe in hun paleizen.
In 1765 was Amoudru terug in Dole. Van 1765 tot 1775 was architect Amoudru productief in het ontwerpen: plannen voor tientallen kerken, kapellen, kloosters in Franche-Comté waren van zijn hand. Ook kerkinrichtingen zoals tabernakels en klokkentorens ontwierp hij. Destijds was Amoudru erg bekend maar later geraakte zijn architecturaal werk volledig in de vergetelheid. De koninklijke grootmeester van waters en bossen liet hem het kasteel van Fresnes in de Vendôme, dus buiten Franche-Comté, ontwerpen.
In 1775 studeerde hij rechten in Dole en werd advocaat aan het parlement van Besançon. Het parlement was het hoogste rechtscollege van Franche-Comté in het koninkrijk Frankrijk. Van 1780 tot de Franse Revolutie (1789) werkte hij, zoals zijn vader was, als toezichter voor bossen en waters in Franche-Comté.

### Na de Franse Revolutie
Van 1790 tot 1791 was Amoudru burgemeester van Dole; het was voor de eerste maal dat burgers van Dole een burgemeester verkozen. Zijn diploma van rechten kwam te pas toen het revolutionaire bestuur een rechter zocht voor de stad. Van 1792 tot 1797 oefende Amoudru het ambt van rechter uit voor Dole en omstreken.
Vervolgens werkte Amoudru als landmeter voor het kadaster van Dole (1797-1808). Het kostte hem veel tijd het kadaster op te stellen. Hij voerde, als eerste, het metriek stelsel in Franche-Comté; de oude eenheden, die terug gingen tot het Heilige Roomse Rijk, schafte hij af. Het ging met name om de oude voet van Bourgondië waarmee terreinen werden afgemeten. Hij publiceerde de oude eenheden in een boekje van 34 bladzijden: Des mesures agraires en usage dans la Franche-Comté. Daarin gaf hij aan hoe landmeters het metriek stelsel moesten toepassen. Het lijvige werk over het kadaster van de stad Dole, getiteld Cadastre parcellaire de la ville de Dôle publiceerde hij uiteindelijk in het jaar 1808.
Op het einde van zijn leven publiceerde hij een werk over het Romeinse verleden van Dole. Dit was getiteld Notice historique sur Dôle. Het essay was controversieel omdat hij in de rivaliteit tussen Dole en Besançon, de twee hoofdsteden van het vrijgraafschap Bourgondië, partij koos voor zijn geboortestad. Hij stierf in Dole in 1812.
- Bibliothèque nationale de France: cb167176989 (data)
- Gemeinsame Normdatei: 1060461382
- International Standard Name Identifier: 0000 0004 3999 484X
- Système universitaire de documentation: 19075754X
- Virtual International Authority File: 311447344
- WorldCat: E39PBJjRTTxJQXYthqfpghCCwC